# Parajungiella bohdanecensis
Parajungiella bohdanecensis är en tvåvingeart som beskrevs av Jezek 2007. Parajungiella bohdanecensis ingår i släktet Parajungiella och familjen fjärilsmyggor.
Artens utbredningsområde är Tjeckien. Inga underarter finns listade i Catalogue of Life.